# ISO 3166-2:LV
ISO 3166-2:LV — стандарт Міжнародної організації зі стандартизації, який визначає геокоди. Є частиною стандарту ISO 3166-2, що належать Латвії. Стандарт охоплює дев'ять міст республіканського підпорядкування та сто десять країв або новадів (латис. Novads) країни.

## Загальні відомості
Кожен геокод складається з двох частин: коду Alpha2 за стандартом ISO 3166-1 для Латвії — LV та додаткового трьохсимвольного коду, записаних через дефіс. Додатковий код міста утворений трьома буквами латинського алфавіту і як правило, співзвучний абревіатурі назви міста, додатковий код новаду утворений трьома цифрами. Геокоди міст та новадів Латвії є підмножиною кодів домену верхнього рівня — LV, присвоєного Латвії відповідно до стандартів ISO 3166-1.

## Геокоди Латвії
Геокоди 9-ти міст та 110-ти новадів адміністративно-територіального поділу Латвії.
| Геокод | Адміністративна одиниця | Статус |
| ------ | ----------------------- | ------ |
| LV-RIX | Рига                    | місто  |
| LV-VMR | Валміера                | місто  |
| LV-VEN | Вентспілс               | місто  |
| LV-DGV | Даугавпілс              | місто  |
| LV-JKB | Єкабпілс                | місто  |
| LV-JEL | Єлгава                  | місто  |
| LV-LPX | Лієпая                  | місто  |
| LV-REZ | Резекне                 | місто  |
| LV-JUR | Юрмала                  | місто  |
| LV-001 | Аглонський край         | новад  |
| LV-002 | Айзкраукльський край    | новад  |
| LV-003 | Айзпутський край        | новад  |
| LV-004 | Акністський край        | новад  |
| LV-005 | Алойський край          | новад  |
| LV-006 | Алсунгський край        | новад  |
| LV-007 | Алуксненський край      | новад  |
| LV-008 | Аматський край          | новад  |
| LV-009 | Апський край            | новад  |
| LV-010 | Ауцський край           | новад  |
| LV-011 | Адазький край           | новад  |
| LV-012 | Бабітський край         | новад  |
| LV-013 | Балдонський край        | новад  |
| LV-014 | Балтінавський край      | новад  |
| LV-015 | Балвський край          | новад  |
| LV-016 | Бауський край           | новад  |
| LV-017 | Беверінський край       | новад  |
| LV-018 | Броценський край        | новад  |
| LV-019 | Буртнієкський край      | новад  |
| LV-020 | Царникавський край      | новад  |
| LV-021 | Цесвайнський край       | новад  |
| LV-022 | Цесіський край          | новад  |
| LV-023 | Ціблський край          | новад  |
| LV-024 | Дагдський край          | новад  |
| LV-025 | Даугавпілський край     | новад  |
| LV-026 | Добельський край        | новад  |
| LV-027 | Дундагський край        | новад  |
| LV-028 | Дурбський край          | новад  |
| LV-029 | Енгурський край         | новад  |
| LV-030 | Ергльський край         | новад  |
| LV-031 | Гаркалнський край       | новад  |
| LV-032 | Гробіньський край       | новад  |
| LV-033 | Гулбенський край        | новад  |
| LV-034 | Єцавський край          | новад  |
| LV-035 | Ікшкільський край       | новад  |
| LV-036 | Ілукстський край        | новад  |
| LV-037 | Інчукалнський край      | новад  |
| LV-038 | Яун'єлгавський край     | новад  |
| LV-039 | Яунпієбалгський край    | новад  |
| LV-040 | Яунпілський край        | новад  |
| LV-041 | Єлгавський край         | новад  |
| LV-042 | Єкабпілський край       | новад  |
| LV-043 | Кандавський край        | новад  |
| LV-044 | Карсавський край        | новад  |
| LV-045 | Коценський край         | новад  |
| LV-046 | Кокнеський край         | новад  |
| LV-047 | Краславський край       | новад  |
| LV-048 | Крімулдський край       | новад  |
| LV-049 | Крустпілський край      | новад  |
| LV-050 | Кулдизький край         | новад  |
| LV-051 | Кегумський край         | новад  |
| LV-052 | Кекавський край         | новад  |
| LV-053 | Лієлвардський край      | новад  |
| LV-054 | Лимбазький край         | новад  |
| LV-055 | Лигатненський край      | новад  |
| LV-056 | Ливанський край         | новад  |
| LV-057 | Лубанський край         | новад  |
| LV-058 | Лудзенський край        | новад  |
| LV-059 | Мадонський край         | новад  |
| LV-060 | Мазсалацький край       | новад  |
| LV-061 | Малпілський край        | новад  |
| LV-062 | Марупський край         | новад  |
| LV-063 | Мерсрагський край       | новад  |
| LV-064 | Наукшенський край       | новад  |
| LV-065 | Неретський край         | новад  |
| LV-066 | Ніцький край            | новад  |
| LV-067 | Огрський край           | новад  |
| LV-068 | Олайнський край         | новад  |
| LV-069 | Озолнієкський край      | новад  |
| LV-070 | Паргауйський край       | новад  |
| LV-071 | Павілостський край      | новад  |
| LV-072 | Плявіньський край       | новад  |
| LV-073 | Прейльський край        | новад  |
| LV-074 | Прієкулеський край      | новад  |
| LV-075 | Прієкульський край      | новад  |
| LV-076 | Раунський край          | новад  |
| LV-077 | Резекненський край      | новад  |
| LV-078 | Рієбіньський край       | новад  |
| LV-079 | Ройський край           | новад  |
| LV-080 | Ропазький край          | новад  |
| LV-081 | Руцавський край         | новад  |
| LV-082 | Ругайський край         | новад  |
| LV-083 | Рундальський край       | новад  |
| LV-084 | Руїенський край         | новад  |
| LV-085 | Салський край           | новад  |
| LV-086 | Салацгрівський край     | новад  |
| LV-087 | Саласпілський край      | новад  |
| LV-088 | Салдуський край         | новад  |
| LV-089 | Саулкрастський край     | новад  |
| LV-090 | Сейський край           | новад  |
| LV-091 | Сігулдський край        | новад  |
| LV-092 | Скріверський край       | новад  |
| LV-093 | Скрундський край        | новад  |
| LV-094 | Смілтенський край       | новад  |
| LV-095 | Стопіньський край       | новад  |
| LV-096 | Стренчський край        | новад  |
| LV-097 | Талсинський край        | новад  |
| LV-098 | Терветський край        | новад  |
| LV-099 | Тукумський край         | новад  |
| LV-100 | Вайньодський край       | новад  |
| LV-101 | Валкський край          | новад  |
| LV-102 | Вараклянський край      | новад  |
| LV-103 | Варкавський край        | новад  |
| LV-104 | Вецпієбалгський край    | новад  |
| LV-105 | Вецумнієкський край     | новад  |
| LV-106 | Вентспілський край      | новад  |
| LV-107 | Вієсітський край        | новад  |
| LV-108 | Вілякський край         | новад  |
| LV-109 | Вілянський край         | новад  |
| LV-110 | Зилупський край         | новад  |

## Геокоди прикордонних для Латвії держав
- Естонія — ISO 3166-2:EE (на півночі),
- Росія — ISO 3166-2:RU (на сході),
- Білорусь — ISO 3166-2:BY (на південному сході),
- Литва — ISO 3166-2:LT (на півдні),
- Швеція — ISO 3166-2:SE (на заході, морський кордон).